# Buxbaumia piperi
Buxbaumia piperi là một loài rêu trong họ Buxbaumiaceae. Loài này được Best mô tả khoa học đầu tiên năm 1893.